# 426 Hippo
A 426 Hippo (ideiglenes jelöléssel 1897 DH) a Naprendszer kisbolygóövében található aszteroida. Auguste Charlois fedezte fel 1897. augusztus 25-én.